# Занзибар (остров)
Вижте пояснителната страница за други значения на Занзибар.
Занзибар, наричан също Унгуджа (на суахили: Unguja, на английски: Zanzibar Island) е остров в Индийския океан, край източния бряг на Африка, най-големият от островната група Занзибар, принадлежащ на Танзания. Влиза в състава на автономния регион Занзибар. Площта му е 1658 km², а населението към 2012 г. – 896 720 души. Максималната му височина е 195 m и целия остров е обграден от коралови рифове. Изграден е от коралови варовици със силно развити карстови форми. Климатът е екваториален, мусонен. Средната януарска температура е около 28°С, средната юлска – около 23°С. Годишната сума на валежите е 1500 – 2000 mm/m² с два максимума (април и май и ноември и декември). Естествената растителност е представена от вторични храстови формации, а по крайбрежието са развити мангрови гори. Големи участъци са заети от плантации с карамфилово дърво и кокосови палми. Главен град и пристанище е Занзибар.